# Dimbong (langue)
Pour les articles homonymes, voir Dimbong.
Le dimbong (ou bape, bumbong, kaalong, kalong, lakaalong, lambong, mbong, palong) est une langue bantoïde méridionale parlée au Cameroun, dans la Région du Centre, le département du Mbam-et-Inoubou, au nord-ouest de Bafia, dans deux villages, Dii et Kalong (ou Mbong) dans l'arrondissement de Kon-Yambetta.
Avec environ 140 locuteurs en 1992, c'est une langue en voie de disparition (statut 7). 